# Chiesa di San Giuliano (Faleria)
La chiesa di San Giuliano è la parrocchiale di Faleria, in provincia di Viterbo e diocesi di Civita Castellana; fa parte della vicaria Flaminia.

## Storia
L'originaria cappella di San Giuliano venne costruita nel XII secolo da maestranze del luogo, anche se la prima citazione che ne certifica l'esistenza risale al 1257; sempre nel Duecento furono condotti alcuni interventi.
Nel XIV secolo l'edificio venne interessato da un importante lavoro di ristrutturazione e di ampliamento, in occasione del quale si provvide a realizzare l'abside.
Anche nel Quattrocento la chiesa fu al centro di nuovi lavori e nel 1504 venne costruita la torre campanaria, mentre sempre in secolo si procedette alla realizzazione di quattro nuovi altari.
Nel 1610 l'altare maggiore venne rinnovato per interessamento della compagnia del Santissimo Sacramento e nel 1821 la struttura portante delle colonne in tufo fu rinforzata e rinsaldata.
Il controsoffitto che celava le capriate venne rimosso nel 1975 e, dieci anni dopo, la parrocchiale fu adeguata alle norme postconciliari con l'aggiunta del nuovo altare rivolto verso l'assemblea.

## Descrizione

### Esterno
La facciata della chiesa, rivolta a sudest e caratterizzata da un coronamento rettilineo e da un accenno di timpano nella parte centrale, presenta tre portali d'ingresso architravati e un rosone.
Annesso alla parrocchiale è il campanile a base quadrata, la cui cella presenta su ogni lato una bifora ed è coperta dal tetto a quattro falde.

### Interno
L'interno dell'edificio è suddiviso da pilastri sorreggenti archi a tutto sesto e abbelliti da lesene in mattoncini in tre navate coperte dalle capriate sopra le quali si imposta il tetto; al termine dell'aula si sviluppa il presbiterio, rialzato di alcuni gradini, delimitato da balaustre e chiuso dall'abside di forma semicircolare.
Qui sono conservate diverse opere di pregio, la maggiore delle quali è la pala raffigurante San Giuliano ai piedi della Vergine, risalente al 1610.